# Cultura de Bijelo Brdo
La Cultura de Bijelo Brdo (en serbocroata: Bjelobrdska kultura) és una cultura arqueològica medieval. Aquesta cultura es va situar en les actuals Hongria, Sèrbia, Eslovàquia, Croàcia i Romania. Duu el nom del jaciment arqueològic de Bijelo Brdo (a l'est d'Osijek, Eslavònia) a Croàcia, i es va desenvolupar entre els segles X i XII.
El terme, l'encunyà en la dècada dels 1920 l'arqueòleg txec Lubor Niederle (1865-1944) en resposta a la teoria de l'arqueòleg hongarés József Hampel (1849-1913) sobre quatre cultures independents de l'antiga Hongria des del segle IV fins al segle XII(germànica, sàrmata, àvara, i hongaresa), entre les quals no hi havia eslaus.

## Història de la recerca
El poble de Bijelo Brdo, que donà nom a aquesta cultura, es troba a la riba dreta del Drava, a prop de la seua confluència amb el Danubi. En l'edat mitjana, el poble de Trnovac s'esmenta en aquest lloc. En l'època otomana, estava habitat per immigrants serbis de la part alta de Podrinje. Fou abandonat durant la Gran Guerra turca, i després del final de la guerra fou repoblat per immigrants serbis de Bòsnia, Montenegro i Baranya (principis del segle xviii). Llavors se li va donar el nom actual, sembla que per un pujol blanc. En la darrera dècada del segle XIX, s'hi feren excavacions arqueològiques, els resultats de les quals els publicà Josip Brunšmid. D'un total de 212 sepulcres, tretze pertanyen a l'època prehistòrica i la resta a l'època medieval. Les excavacions, les continuà el 1907 Viktor Hofiler, que hi va descobrir 22 tombes, 2 de les quals eren prehistòriques i la resta medievals. Durant les excavacions a Beli Brdo el 1948, es va descobrir una altra necròpoli al costat de l'antic llit del Drava. Tot i que es troba a prop d'aquesta necròpoli, no hi té pas res a veure. Es va dir Bijelo Brdo I per a diferenciar-la de la necròpoli relativament més moderna coneguda fins llavors, de la qual la Cultura Bijelo Brdo va obtenir el nom (Bijelo Brdo II). Ivaniček i Vinski ho van investigar. S'atribueix a la Cultura de Kestelj (àvar-eslava).
El terme Cultura de Bijelo Brdo el va encunyar l'arqueòleg txec Lubor Niederle, referent de l'arqueologia eslava. El va usar per primera vegada en la seva composició Slovania v Uhrách ('Eslaus a Hongria'). Cridava l'atenció dels arqueòlegs eslovacs i txecs sobre la necessitat d'estudiar l'herència arqueològica eslava, "especialment perquè l'arqueologia hongaresa no sols no se'n va ocupar prou, sinó perquè també va escriure obertament i tendenciosa contra nosaltres, els eslaus". Basava la seua opinió sobre l'arqueologia hongaresa sobretot pels escrits de l'arqueòleg hongarés Jozef Hampel (segons ell, "el principal representant hongarés [en arqueologia]"), publicats en alemany. Va definir la cultura pel jaciment més gran fins al moment, Bijelo Brdo I, i va afirmar que era eslava, fet que aviat fou generalment acceptat. L'alumne de Niederl, Jan Eisner, identificà els enterrats en la necròpoli de Bijelo Brdo II amb eslaus, hongaresos i àvars. Józef Kostrzewski té una opinió molt similar, i escriu que la Cultura de Bijelo Brdo fou principalment un producte "dels eslaus de Pannònia, parcialment barrejats amb la població hongaresa" i que les troballes més antigues "mostren algunes connexions amb la Cultura Kestelj". Zdenek Vana, sobre la base de fonts escrites, identifica els habitants d'aquesta cultura amb eslaus i hongaresos, i divideix la cultura en tres fases de desenvolupament: més antiga (de 975 a 1025), mitjana (de 1025 a 1075) i més moderna (de 1075 a 1200).
Durant molt de temps, l'opinió que aquesta cultura era eslava també tenia representació en la ciència hongaresa. S'originà a partir de les circumstàncies polítiques i ètniques del període d'entre finals del segle xix i el 1918. La classe dominant hongaresa s'inclinava a presentar els seus avantpassats com a guerrers genets nòmades victoriosos. Aquesta concepció es reflectia tant en la historiografia com en l'arqueologia. Per això, en l'arqueologia hongaresa, sols les tombes riques i l'enterrament de genets a cavall estaven relacionats amb els hongaresos, mentre que els cementeris de la població agrícola pobra es van atribuir als eslaus conquistats. Després de la caiguda de la monarquia austrohongaresa, aquest esquema es corresponia plenament amb les concepcions polítiques dels estats hereus de la monarquia. A l'Hongria conservadora, els investigadors han continuat atribuint-li només les tombes riques a l'herència hongaresa. Alhora, en els estats eslaus formats més tard (Regne dels Serbis, Croats i Eslovens o Txecoslovàquia), els sentiments nacionals van arribar al punt màxim. Allí, aquest concepte va ser acceptat amb simpatia i desenvolupat, perquè permetia ampliar l'herència eslava. Aquest concepte també es desenvolupà en la literatura hongaresa fins a la fi de la dècada dels 1950.
En la literatura hongaresa, l'opinió predominant és que les troballes en les tombes d'aquesta cultura pertanyen al poble hongarés.

## Història

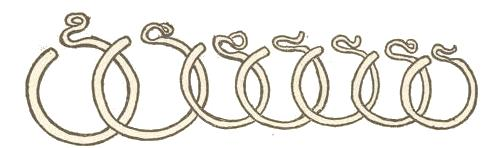
Braçalets

La Cultura de Bijelo Brdo va ser creada al segle x sobre la base de l'herència cultural dels eslaus de períodes anteriors. A partir d'aquesta herència cultural eslava, es formà una simbiosi amb l'herència cultural dels immigrants hongaresos, a l'àrea del curs mitjà del Danubi.
Segons la Gesta Hungarorum, l'assentament dels hongaresos originà lluites amb la població indígena autòctona d'origen àvar, eslau i germànic. El material arqueològic, però, indica més aviat una coexistència majoritàriament pacífica entre els  hongaresos i la població anterior. Els magiars valoraven l'agricultura, però continuaren fent una vida seminòmada. La seua economia podria desenvolupar-se només en simbiosi amb la població amb una part significativa d'origen eslau.
L'àrea principal de la cultura era l'actual Hongria, després la part sud de l'actual Eslovàquia i part de la província de Voivodina de l'actual Sèrbia.
El material arqueològic de la Cultura de Bijelo Brdo mostra que aquesta cultura és la fase següent de l'evolució cultural de la població de la conca Pannònica dels períodes anteriors. Els eslaus constituïen la majoria dels habitants de la plana abans de l'assentament hongarés. Per tant, aquests eslaus poden considerar-se el factor principal en el sorgiment de la cultura. A més dels eslaus, els hongaresos també tingueren una participació significativa en la Cultura de Bjelo Brdo, i després d'arribar al curs mitjà del Danubi, abandonaren la vida nòmada anterior. Els immigrants hongaresos, sota la influència dels eslaus de la plana de Pannònia, van adoptar l'ús de joies eslaves.
La Cultura de Bijelo Brdo fou un període en què es va dur a terme la simbiosi cultural entre eslaus i hongaresos. Durant aquest període, els hongaresos acceptaren les tradicions culturals dels eslaus, i aquests van acceptar l'idioma hongarés. Es creu que els descendents d'aquests eslaus de Pannònia es van convertir en la major part en components de l'ètnia hongaresa medieval. Tanmateix, encara no s'ha provat de quins eslaus es tracta. Alguns articles, com ara braçalets, són característics dels eslaus occidentals, mentre que uns altres, com els grans en forma de barril, són característics dels eslaus meridionals. Les troballes d'aquesta cultura són més freqüents al llarg del curs mitjà del Tisza que a l'Hongria més enllà del Danubi, on fonts escrites i materials confirmen la presència d'eslaus.
En algunes àrees perifèriques de la Cultura de Bijelo Brdo els hongaresos assentats no obstaculitzaren l'expansió cultural dels eslaus.

## Restes materials

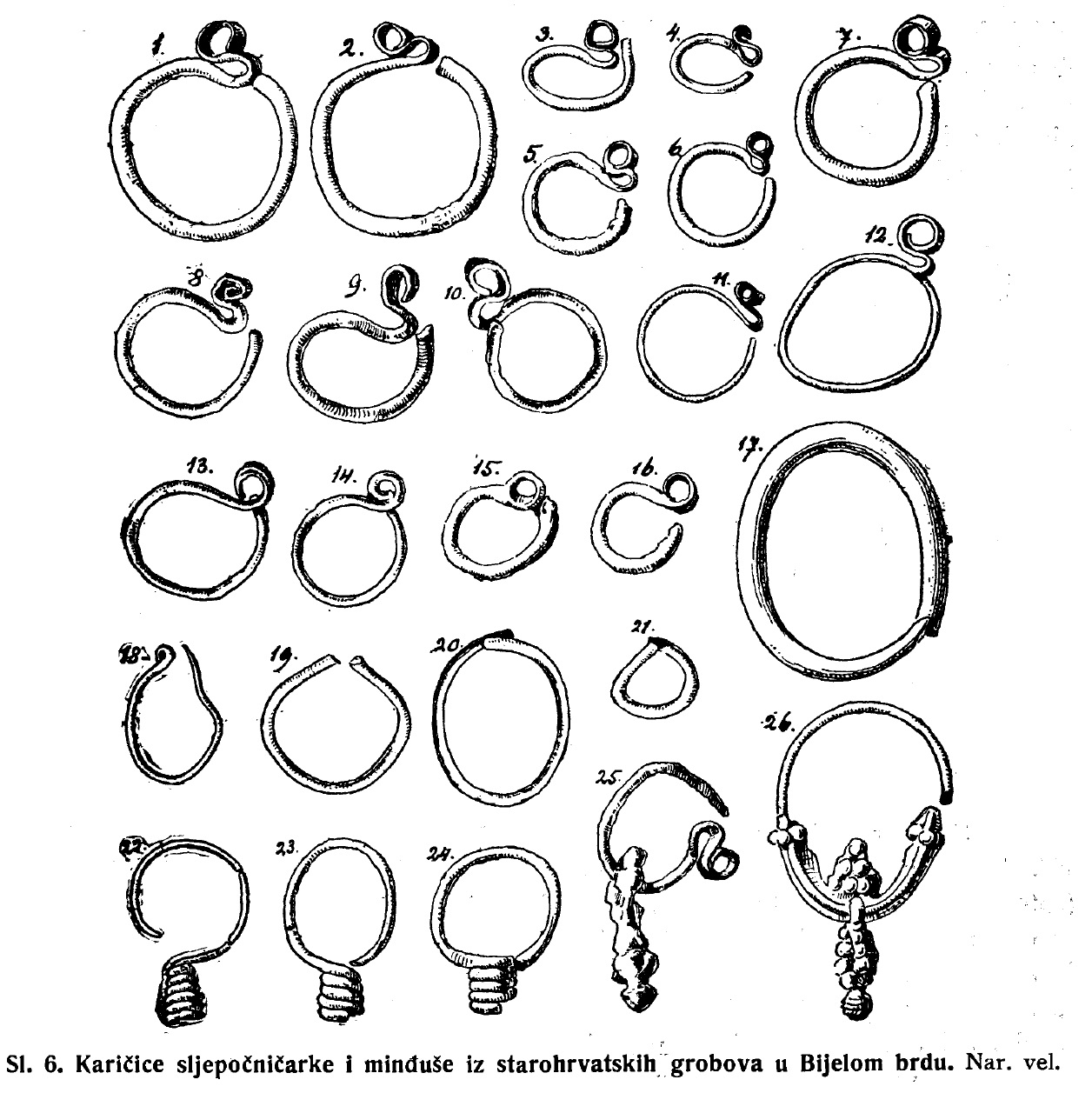
Joies típiques de la cultura, treball de Josip Brunšmid

Les troballes en la necròpoli de Bijelo Brdo II les va publicar l'arqueòleg croat Josip Brunšmid. La necròpoli va ser descoberta en el que llavors era el carrer Venetsi. En les tombes es van trobar monedes dels reis hongaresos Pere I (1038-1041, 1044-1046), Andreu I (1046-1060) i Béla I (1060-1063), així com monedes romanes més antigues dels segles II, III i IV reutilitzades com a joieria. Basant-se en les monedes hongareses, Brunšmid va datar la necròpoli de mitjan segle xi. El material és sobretot de caràcter funerari. Els individus solen ser enterrats en tombes simples, amb els cossos estirats. Els braços s'encreuen en alguna part o es col·loquen al costat del cos. Les tombes solen estar orientades d'oest a est, ordenades. S'hi van trobar molt poques armes i eines, però sí parts d'os d'un arc i 25 puntes de fletxa en la necròpoli de Lijeva Bara. Brunšmid afirma que les armes s'usaven per a caçar i no per a la guerra. Brunschmid arribà a la conclusió: "Segons els objectes en si, que es van trobar en aquestes tombes, es pot dir amb certesa que la gent que va ser soterrada ací era d'origen eslau, per la qual cosa eren croats."
Les joies trobades d'aquesta cultura són d'origen eslau. Els productes de joieria de bronze que daten d'època anterior a la creació d'Hongria es feren com un llegat de la tradició autòctona, que té un origen tardà o bizantí. Les dones usaven grans de vidre, anells i polseres. Destaquen anelles i arracades amb extrems en forma de S, característiques dels eslaus, però també les usaven els hongaresos.
Els assentaments de la Cultura de Bijelo Brdo no són tan coneguts com la necròpolis.

## Jaciments més importants
- Hongria: Piliny, Székesfehérvár, Szob, Sentesz-Szentlaslo, Halimba-Ceres, Csongrád, etc.
- República Srpska (Bòsnia i Hercegovina): Gomjenica (Baltine bare), Kočićevo (Tučić), Mahovljani (Luka), Petosevci (Bagruša), etc.
- Eslovàquia: Barca, Bešenjov, Devin, Nové Zámky, Nitra, etc.
- Eslovènia: Ptuj
- Croàcia: Bijelo Brdo, Vukovar, Kloštar Podravski, etc.